# Томпсонвил (Мичиген)
Томпсонвил (енгл. Thompsonville) град је у америчкој савезној држави Мичиген.

## Демографија
По попису из 2010. године број становника је 441, што је 16 (-3,5%) становника мање него 2000. године.
| Група             | 2000.       | 2010.       |
| Белци             | 438 (95,8%) | 415 (94,1%) |
| Афроамериканци    | 0 (0,0%)    | 1 (0,2%)    |
| Азијати           | 1 (0,2%)    | 1 (0,2%)    |
| Хиспаноамериканци | 1 (0,2%)    | 6 (1,4%)    |
| Укупно            | 457         | 441         |